# تپه قلعه دهی
تپه قلعه دهی مربوط به سدهٔ ۸ تا ۶ ه.ق است و در شهرستان جاجرم، بخش مرکزی، ۱ کیلومتری شمال شرق شهر درق واقع شده و این اثر در تاریخ ۲۸ اسفند ۱۳۸۵ با شمارهٔ ثبت ۱۸۷۳۷ به‌عنوان یکی از آثار ملی ایران به ثبت رسیده‌است.